# Солнцестояние
| Даты и время солнцестояний и равноденствий по UTC-0 | Даты и время солнцестояний и равноденствий по UTC-0 | Даты и время солнцестояний и равноденствий по UTC-0 | Даты и время солнцестояний и равноденствий по UTC-0 | Даты и время солнцестояний и равноденствий по UTC-0 | Даты и время солнцестояний и равноденствий по UTC-0 | Даты и время солнцестояний и равноденствий по UTC-0 | Даты и время солнцестояний и равноденствий по UTC-0 | Даты и время солнцестояний и равноденствий по UTC-0 |
| год                                                 | Весеннее равноденствие Март                         | Весеннее равноденствие Март                         | Летнее солнцестояние Июнь                           | Летнее солнцестояние Июнь                           | Осеннее равноденствие Сентябрь                      | Осеннее равноденствие Сентябрь                      | Зимнее солнцестояние Декабрь                        | Зимнее солнцестояние Декабрь                        |
| год                                                 | число                                               | время                                               | число                                               | время                                               | число                                               | время                                               | число                                               | время                                               |
| --------------------------------------------------- | --------------------------------------------------- | --------------------------------------------------- | --------------------------------------------------- | --------------------------------------------------- | --------------------------------------------------- | --------------------------------------------------- | --------------------------------------------------- | --------------------------------------------------- |
| 2010                                                | 20                                                  | 17:32:13                                            | 21                                                  | 11:28:25                                            | 23                                                  | 03:09:02                                            | 21                                                  | 23:38:28                                            |
| 2011                                                | 20                                                  | 23:21:44                                            | 21                                                  | 17:16:30                                            | 23                                                  | 09:04:38                                            | 22                                                  | 05:30:03                                            |
| 2012                                                | 20                                                  | 05:14:25                                            | 20                                                  | 23:09:49                                            | 22                                                  | 14:49:59                                            | 21                                                  | 11:12:37                                            |
| 2013                                                | 20                                                  | 11:02:55                                            | 21                                                  | 05:04:57                                            | 22                                                  | 20:44:08                                            | 21                                                  | 17:11:00                                            |
| 2014                                                | 20                                                  | 16:57:05                                            | 21                                                  | 10:51:14                                            | 23                                                  | 02:29:05                                            | 21                                                  | 23:03:01                                            |
| 2015                                                | 20                                                  | 22:45:09                                            | 21                                                  | 16:38:55                                            | 23                                                  | 08:20:33                                            | 22                                                  | 04:48:57                                            |
| 2016                                                | 20                                                  | 04:30:11                                            | 20                                                  | 22:34:11                                            | 22                                                  | 14:21:07                                            | 21                                                  | 10:44:10                                            |
| 2017                                                | 20                                                  | 10:28:38                                            | 21                                                  | 04:24:09                                            | 22                                                  | 20:02:48                                            | 21                                                  | 16:28:57                                            |
| 2018                                                | 20                                                  | 16:15:27                                            | 21                                                  | 10:07:18                                            | 23                                                  | 01:54:05                                            | 21                                                  | 22:23:44                                            |
| 2019                                                | 20                                                  | 21:58:25                                            | 21                                                  | 15:54:14                                            | 23                                                  | 07:50:10                                            | 22                                                  | 04:19:25                                            |
| 2020                                                | 20                                                  | 03:50:36                                            | 20                                                  | 21:44:40                                            | 22                                                  | 13:31:38                                            | 21                                                  | 10:02:19                                            |
| 2021                                                | 20                                                  | 09:37:27                                            | 21                                                  | 03:32:08                                            | 22                                                  | 19:21:03                                            | 21                                                  | 15:59:16                                            |
| 2022                                                | 20                                                  | 15:33:23                                            | 21                                                  | 09:13:49                                            | 23                                                  | 01:03:40                                            | 21                                                  | 21:48:10                                            |
| 2023                                                | 20                                                  | 21:24:24                                            | 21                                                  | 14:57:47                                            | 23                                                  | 06:49:56                                            | 22                                                  | 03:27:19                                            |
| 2024                                                | 20                                                  | 03:06:21                                            | 20                                                  | 20:50:56                                            | 22                                                  | 12:43:36                                            | 21                                                  | 09:20:30                                            |
| 2025                                                | 20                                                  | 09:01:25                                            | 21                                                  | 02:42:11                                            | 22                                                  | 18:19:16                                            | 21                                                  | 15:03:01                                            |
| 2026                                                | 20                                                  | 14:45:53                                            | 21                                                  | 08:24:26                                            | 23                                                  | 00:05:08                                            | 21                                                  | 20:50:09                                            |
| 2027                                                | 20                                                  | 20:24:36                                            | 21                                                  | 14:10:45                                            | 23                                                  | 06:01:38                                            | 22                                                  | 02:42:04                                            |
| 2028                                                | 20                                                  | 02:17:02                                            | 20                                                  | 20:01:54                                            | 22                                                  | 11:45:12                                            | 21                                                  | 08:19:33                                            |
| 2029                                                | 20                                                  | 08:01:52                                            | 21                                                  | 01:48:11                                            | 22                                                  | 17:38:23                                            | 21                                                  | 14:13:59                                            |
| 2030                                                | 20                                                  | 13:51:58                                            | 21                                                  | 07:31:11                                            | 22                                                  | 23:26:46                                            | 21                                                  | 20:09:30                                            |
| 2031                                                | 20                                                  | 19:40:51                                            | 21                                                  | 13:17:00                                            | 23                                                  | 05:15:10                                            | 22                                                  | 01:55:25                                            |
| 2032                                                | 20                                                  | 01:21:45                                            | 20                                                  | 19:08:38                                            | 22                                                  | 11:10:44                                            | 21                                                  | 07:55:48                                            |
| 2033                                                | 20                                                  | 07:22:35                                            | 21                                                  | 01:00:59                                            | 22                                                  | 16:51:31                                            | 21                                                  | 13:45:51                                            |
| 2034                                                | 20                                                  | 13:17:20                                            | 21                                                  | 06:44:02                                            | 22                                                  | 22:39:25                                            | 21                                                  | 19:33:50                                            |
| 2035                                                | 20                                                  | 19:02:34                                            | 21                                                  | 12:32:58                                            | 23                                                  | 04:38:46                                            | 22                                                  | 01:30:42                                            |
| 2036                                                | 20                                                  | 01:02:40                                            | 20                                                  | 18:32:03                                            | 22                                                  | 10:23:09                                            | 21                                                  | 07:12:42                                            |
| 2037                                                | 20                                                  | 06:50:05                                            | 21                                                  | 00:22:16                                            | 22                                                  | 16:12:54                                            | 21                                                  | 13:07:33                                            |
| 2038                                                | 20                                                  | 12:40:27                                            | 21                                                  | 06:09:12                                            | 22                                                  | 22:02:05                                            | 21                                                  | 19:02:08                                            |
| 2039                                                | 20                                                  | 18:31:50                                            | 21                                                  | 11:57:14                                            | 23                                                  | 03:49:25                                            | 22                                                  | 00:40:23                                            |
| 2040                                                | 20                                                  | 00:11:29                                            | 20                                                  | 17:46:11                                            | 22                                                  | 09:44:43                                            | 21                                                  | 06:32:38                                            |
| 2041                                                | 20                                                  | 06:06:36                                            | 20                                                  | 23:35:39                                            | 22                                                  | 15:26:21                                            | 21                                                  | 12:18:07                                            |
| 2042                                                | 20                                                  | 11:53:06                                            | 21                                                  | 05:15:38                                            | 22                                                  | 21:11:20                                            | 21                                                  | 18:03:51                                            |
| 2043                                                | 20                                                  | 17:27:34                                            | 21                                                  | 10:58:09                                            | 23                                                  | 03:06:43                                            | 22                                                  | 00:01:01                                            |
| 2044                                                | 19                                                  | 23:20:20                                            | 20                                                  | 16:50:55                                            | 22                                                  | 08:47:39                                            | 21                                                  | 05:43:22                                            |
| 2045                                                | 20                                                  | 05:07:24                                            | 20                                                  | 22:33:41                                            | 22                                                  | 14:32:42                                            | 21                                                  | 11:34:54                                            |
| 2046                                                | 20                                                  | 10:57:38                                            | 21                                                  | 04:14:26                                            | 22                                                  | 20:21:31                                            | 21                                                  | 17:28:16                                            |
| 2047                                                | 20                                                  | 16:52:26                                            | 21                                                  | 10:03:16                                            | 23                                                  | 02:07:52                                            | 21                                                  | 23:07:01                                            |
| 2048                                                | 19                                                  | 22:33:37                                            | 20                                                  | 15:53:43                                            | 22                                                  | 08:00:26                                            | 21                                                  | 05:02:03                                            |
| 2049                                                | 20                                                  | 04:28:24                                            | 20                                                  | 21:47:06                                            | 22                                                  | 13:42:24                                            | 21                                                  | 10:51:57                                            |
| 2050                                                | 20                                                  | 10:19:22                                            | 21                                                  | 03:32:48                                            | 22                                                  | 19:28:18                                            | 21                                                  | 16:38:29                                            |

Солнцестоя́ние (древнеславянское название солнцеворо́т) — астрономическое событие, при котором Солнце над горизонтом в истинный полдень находится на максимальной (летнее солнцестояние) или минимальной (зимнее солнцестояние) высоте. В ходе солнцестояний Солнце достигает максимального склонения к северу или югу относительно экватора Земли. Непосредственно происхождение термина «солнцестояние» связано с тем, что во время этого явления высота полуденного Солнца над горизонтом несколько дней почти не изменяется, Солнце словно «стоит на месте». «Солнцеворотом» солнцестояние называется, потому что после него полуденная высота Солнца начинает изменяться в противоположную сторону (росла — начинает убывать, уменьшалась — начинает расти).
Солнцестояние происходит дважды в год 19—22 июня и 20—23 декабря. В день летнего солнцестояния наблюдается самый длинный день и самая короткая ночь, а в день зимнего солнцестояния наоборот — самый короткий день и самая длинная ночь по сравнению с любым другим днём года (за исключением полюсов). В средних широтах даты солнцестояний совпадают с датами астрономического перехода с весны на лето и с осени на зиму.
На дату 19 июня летнее солнцестояние придется в 2488 году, впервые с момента появления Григорианского календаря.
В культуре и мифологии многих народов дни зимнего и летнего солнцестояния имеют мистическое значение, приурочены к различным праздникам и ритуалам.

## Астрономическая справка

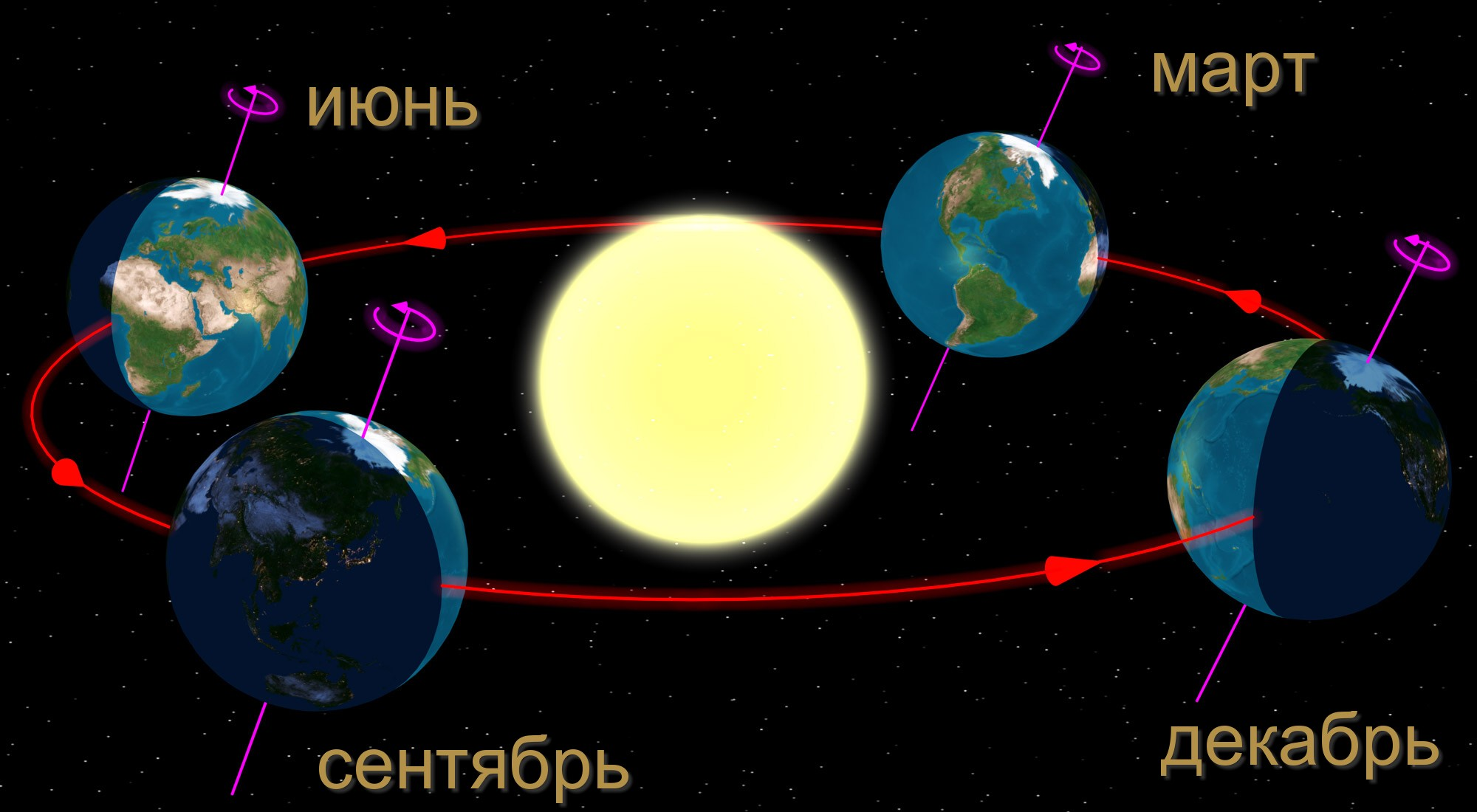
Положение Земли на орбите в моменты летнего солнцестояния (слева), зимнего солнцестояния (справа), осеннего равноденствия (спереди) и весеннего равноденствия (сзади)

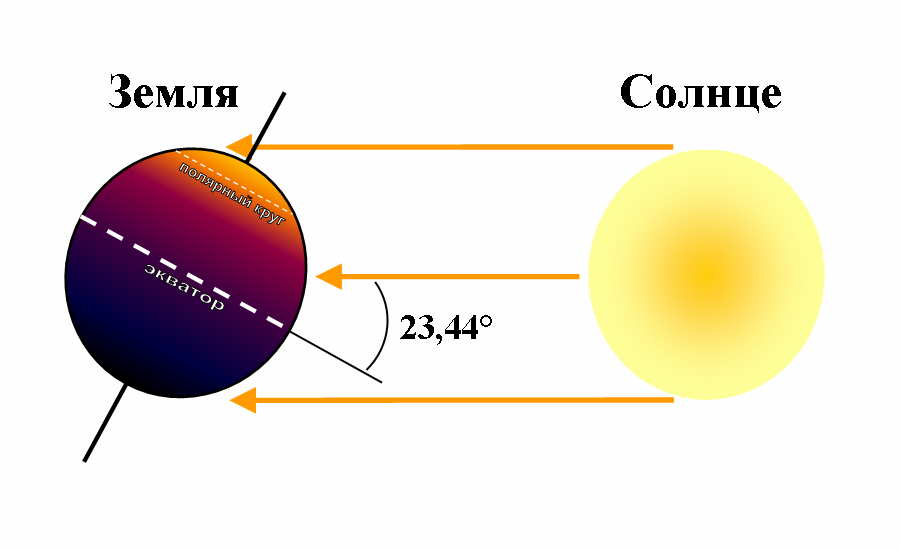
Июньское (летнее) солнцестояние. Цветом показаны зоны Земли с различной долготой дня (северное полушарие сверху)

В настоящее время (2010—2040) по всемирному времени (в других часовых поясах даты зимнего и летнего солнцестояния могут отличаться на сутки: к востоку от Гринвича дата может быть на сутки больше, к западу от Гринвича — на сутки меньше) в северном полушарии зимнее солнцестояние происходит 21 декабря или (перед високосными годами) 22 декабря, а летнее солнцестояние происходит 20 июня (в високосные годы) или 21 июня. В южном полушарии — наоборот, декабрьское солнцестояние оказывается летним, а июньское — зимним.
Любопытно, что солнцестояния не совпадают с «точками поворота» утром и вечером. Зимой самый ранний вечер приходится на 13—14 декабря, а самое позднее утро – на 30—31 декабря, разброс составляет 8–9 суток от солнцестояния. Летом самое раннее утро приходится на 17—18 июня, самый поздний вечер на 25—26 июня, разброс составляет 4 суток.
День зимнего солнцестояния является самым коротким днём (с самой длинной ночью) в году в соответствующем полушарии (кроме обеих областей у полюсов, где единственная в году полярная ночь длится полгода, а зимнее солнцестояние — её середина). День летнего солнцестояния является самым длинным днём (с самой короткой ночью) в году в соответствующем полушарии (кроме обеих областей у полюсов, где единственный в году полярный день длится полгода, а летнее солнцестояние — его середина).
В средних широтах в течение астрономической зимы и весны точка, в которой Солнце находится в полдень (точнее, в истинный полдень), ежедневно поднимается всё выше над горизонтом, а в день летнего солнцестояния «останавливается» и изменяет своё движение на обратное. Затем она каждый день опускается всё ниже, и, в конце концов, в момент зимнего солнцестояния, снова «останавливается» и начинает подниматься обратно.
Вследствие високосного сдвига даты солнцестояния в разные годы могут отличаться на 1—2 дня. Традиционно момент зимнего солнцестояния принимается за начало астрономической зимы, а момент летнего солнцестояния — за начало астрономического лета, что является следствием выбора для начала астрономической весны или осени — дня весеннего или осеннего равноденствия. Астрономическая долгота солнца в моменты солнцестояний, соответственно, равна 90° и 270°.
В течение нескольких дней до и после момента солнцестояния Солнце почти не меняет склонения, его полуденные высоты в небе почти неизменны (высота в течение года меняется по графику, близкому к колоколообразной вершине синусоиды); отсюда и происходит само название солнцестояния. Напротив, вблизи дат равноденствий скорость изменения склонения Солнца наибольшая (~24 угловые минуты в сутки), так как это соответствует пересечениям синусоидой горизонтальной оси (времени). Разница высот Солнца в периоды обоих солнцестояний равна двойному углу наклона плоскости (23°26’ × 2 = 46°52’) эклиптики к плоскости небесного экватора. В экваториальной области между тропиками Рака и Козерога, где солнце переваливает через зенит при равноденствиях, отсчитывается сумма декабрьской и июньской разниц между высотой солнца и зенитом.

## Обозначение точек
Точки зимнего и летнего солнцестояний обозначаются символами зодиака, соответствующими созвездиям, в которых они находились во времена Гиппарха: зимнего солнцестояния — знаком Козерога (♑), летнего солнцестояния — знаком Рака (♋). В результате предварения равноденствий эти точки сместились и ныне находятся, соответственно, в созвездиях Стрельца и Тельца, причём точка летнего солнцестояния переместилась в созвездие Тельца из созвездия Близнецов сравнительно недавно — осенью 1988 года.

## В культуре и мифологии народов
Одним из наиболее известных традиционных наименований зимнего солнцестояния является Йоль. Иван Купала (Ива́нов день, Купальская ночь) — народный праздник восточных славян, посвящённый летнему солнцестоянию (солнцевороту) и наивысшему расцвету природы и отмечаемый 24 июня (7 июля). По времени проведения совпадает с христианским праздником Рождества Иоанна Предтечи. В календарном цикле симметричен Рождеству (Коляде).